# Instytut Globalnej Odpowiedzialności
Instytut Globalnej Odpowiedzialności (IGO) – polska organizacja pozarządowa zajmująca się tematyką współpracy rozwojowej i edukacją globalną. Powstała w 2008 r., siedziba mieści się w Warszawie.

## Misja
IGO prowadzi działania rzecznicze, których celem ma być prowadzenie przez Polskę i Unię Europejską takich polityk, skierowanych do państw globalnego Południa, które będą odpowiedzią na postulaty wypracowane w tych krajach. Prezentuje perspektywę praw człowieka we współpracy rozwojowej.

## Zakres działalności
IGO prowadzi działania dotyczące umów inwestycyjnych, a w szczególności systemu rozstrzygania sporów inwestor-przeciw-państwu (ang. ISDS), unikania opodatkowania przez korporacje, minerałów konfliktu i zrównoważonego rolnictwa – jako sposób walki z głodem i skrajnym ubóstwem i nierównościami na świecie.
IGO prowadzi też kampanię dotyczącą umów o wolnym handlu Unii Europejskiej (TTIP, CETA, TISA), zbierając podpisy pod petycją żądającą ich odrzucenia i uczestnicząc w koalicji ponad 80 organizacji pt. „Uwaga TTIP.
IGO Jest organizacją członkowską Grupy Zagranica i europejskiej sieci Eurodad. Członek zarządu IGO jest członkiem Rady Programowej Współpracy Rozwojowej przy ministrze spraw zagranicznych.

## Władze
Statut IGO nie przewiduje funkcji prezesa. Funkcje zarządcze pełni kolegialnie zarząd (obecnie trzyosobowy).